# 오다와라시
오다와라시(일본어: 小田原市)는 일본 가나가와현 서부에 있는 시이다. 특례시로 지정되어 있다.

## 역사
오늘날의 오다와라 주변 지역은 선사 시대 이래로 사람이 살았고 고고학적인 증거는 조몬 시대에 이 지역이 인구 밀도가 높았음을 보여준다. 나라 시대의 율령국 체제 하에서 이 지역은 사가미국 아시가라시모군의 일부가 되었다. 헤이안 시대에는 쇼엔(장원)으로 나뉘었고 대부분은 하타노씨의 지배를 받았다. 헤이케씨와 미나모토노 요리토모 사이에 벌어진 겐페이 전쟁의 이시바시야마 전투가 현재의 오다와라 부근에서 벌어졌다. 센고쿠 시대에 오다와라는 성촌이자 간토 지방 대부분을 지배한 고호조씨 영토의 수도로 발전하였다. 호조씨는 난공불락이라는 오다와라성의 명성에도 불구하고 1590년에 도요토미 히데요시에 패하였고 오다와라는 도쿠가와 이에야스의 영토가 되었다.
에도 막부 하에서 오다와라는 다이묘가 대대로 통치하는 오다와라번에 속했다. 성촌은 에도와 교토를 연결하는 도카이도의 슈쿠바(역참)인 오다와라주쿠로 번영하였다. 메이지 유신 이후 오다와라번은 오다와라현이 되었고 아시가라현과 합쳐졌다가 1876년에 가나가와현에 편입되었다. 이 시기에 가나가와현의 경제와 정치의 중심은 요코하마로 이동하였고 오다와라는 인구 감소와 함께 도카이도 본선이 도시를 우회하여 더 북쪽의 고텐바시를 경유하는 노선으로 건설됨에 따라 발전에서 소외되었다. 1923년 간토 대지진의 진앙지는 사가미만 이즈오섬의 밑이었다. 도쿄와 요코하마 등 항구 도시, 지바현, 가나가와현, 시즈오카현 주변이 파괴되었고 간토 지방 전체가 광범위하게 피해를 입었다. 오다와라에 있던 건물의 90%가 즉각 붕괴되었고 지진 때문에 발생한 화재로 인해 남은 건물마저 전소되었다.
그러나 오다와라는 단나 터널의 개통으로 다시 번영하게 되었고 도카이도 본선의 주요 노선이 도시를 통과하게 되었다. 오다와라는 1940년 12월 20일에 정에서 시로 승격하였다. 1945년 8월 15일에 오다와라는 2차 대전으로 연합군 항공기의 폭격을 받은 일본의 마지막 도시였다. 2000년 11월 1일에 오다와라는 인구가 20만 명을 넘어 특례시가 되었지만 2015년 인구조사에선 19만 4천 86명으로 감소했다.

## 교통

### 철도
- 동일본 여객철도 도카이도 본선
- 도카이 여객철도 도카이도 신칸센, 고텐바선
- 오다큐 전철 오다와라선
- 하코네 도잔 철도 하코네 도잔선
- 이즈하코네 철도 다이유잔선

### 도로
- 오다와라-아쓰기 도로
- 오다와라-하코네 도로
- 국도 1호선
- 국도 135호선
- 국도 138호선
- 국도 255호선
- 국도 271호선

## 인구
| 연도 | 인구    | ±%     |
| ---- | ------- | ------ |
| 1960 | 131,366 | —      |
| 1970 | 163,631 | +24.6% |
| 1980 | 177,467 | +8.5%  |
| 1990 | 193,417 | +9.0%  |
| 2000 | 200,173 | +3.5%  |
| 2010 | 198,327 | −0.9%  |
| 2020 | 188,856 | −4.8%  |

## 기후
| 오다와라시의 기후                                            | 오다와라시의 기후 | 오다와라시의 기후 | 오다와라시의 기후 | 오다와라시의 기후 | 오다와라시의 기후 | 오다와라시의 기후 | 오다와라시의 기후 | 오다와라시의 기후 | 오다와라시의 기후 | 오다와라시의 기후 | 오다와라시의 기후 | 오다와라시의 기후 | 오다와라시의 기후 |
| 월                                                           | 1월               | 2월               | 3월               | 4월               | 5월               | 6월               | 7월               | 8월               | 9월               | 10월              | 11월              | 12월              | 연간              |
| ------------------------------------------------------------ | ----------------- | ----------------- | ----------------- | ----------------- | ----------------- | ----------------- | ----------------- | ----------------- | ----------------- | ----------------- | ----------------- | ----------------- | ----------------- |
| 역대 최고 기온 °C (°F)                                       | 20.1 (68.2)       | 26.1 (79.0)       | 25.5 (77.9)       | 29.7 (85.5)       | 32.3 (90.1)       | 35.4 (95.7)       | 37.3 (99.1)       | 38.0 (100.4)      | 35.9 (96.6)       | 32.8 (91.0)       | 26.2 (79.2)       | 24.0 (75.2)       | 36.6 (97.9)       |
| 일평균 최고 기온 °C (°F)                                     | 10.6 (51.1)       | 11.3 (52.3)       | 14.1 (57.4)       | 18.9 (66.0)       | 22.8 (73.0)       | 25.2 (77.4)       | 29.0 (84.2)       | 30.6 (87.1)       | 27.2 (81.0)       | 22.2 (72.0)       | 17.4 (63.3)       | 13.0 (55.4)       | 20.2 (68.4)       |
| 일일 평균 기온 °C (°F)                                       | 5.3 (41.5)        | 6.1 (43.0)        | 9.2 (48.6)        | 14.0 (57.2)       | 18.2 (64.8)       | 21.3 (70.3)       | 25.2 (77.4)       | 26.4 (79.5)       | 23.0 (73.4)       | 17.8 (64.0)       | 12.6 (54.7)       | 7.8 (46.0)        | 15.6 (60.0)       |
| 일평균 최저 기온 °C (°F)                                     | 0.6 (33.1)        | 1.3 (34.3)        | 4.4 (39.9)        | 9.2 (48.6)        | 13.8 (56.8)       | 18.0 (64.4)       | 22.0 (71.6)       | 23.0 (73.4)       | 19.6 (67.3)       | 14.1 (57.4)       | 8.3 (46.9)        | 3.1 (37.6)        | 11.5 (52.6)       |
| 역대 최저 기온 °C (°F)                                       | −5.7 (21.7)       | −8.0 (17.6)       | −4.4 (24.1)       | −0.9 (30.4)       | 4.8 (40.6)        | 11.1 (52.0)       | 14.1 (57.4)       | 16.0 (60.8)       | 10.4 (50.7)       | 4.2 (39.6)        | −0.4 (31.3)       | −3.8 (25.2)       | −8.0 (17.6)       |
| 평균 강수량 mm (인치)                                        | 83.7 (3.30)       | 89.5 (3.52)       | 175.6 (6.91)      | 181.7 (7.15)      | 182.2 (7.17)      | 219.3 (8.63)      | 216.0 (8.50)      | 167.2 (6.58)      | 248.7 (9.79)      | 238.7 (9.40)      | 119.5 (4.70)      | 74.7 (2.94)       | 1,996.5 (78.60)   |
| 평균 강수일수 (≥ 1.0 mm)                                     | 6.0               | 6.6               | 11.1              | 10.3              | 10.6              | 12.8              | 11.9              | 9.2               | 12.0              | 10.9              | 8.0               | 6.3               | 115.7             |
| 평균 월간 일조시간                                           | 179.9             | 159.5             | 161.2             | 176.9             | 182.2             | 130.5             | 163.2             | 201.8             | 138.3             | 131.0             | 149.4             | 171.0             | 1,945             |
| 출처: 일본 기상청 (평년값: 1991년~2020년, 극값: 1978년~현재) |                   |                   |                   |                   |                   |                   |                   |                   |                   |                   |                   |                   |                   |